# الغزو البومبي الفرثي عام 40 قبل الميلاد
بعد هزيمة البومبيين المدعومين من قبل الفرثيين في حرب المحررين الأهلية من قبل مارك أنطوني وأوكتافيوس، أرسل أورودس الثاني قوة فرثية تحت قيادة أفقور (باكورس الأول) والجنرال البومبي كوينتوس لابينوس في عام 40 قبل الميلاد لغزو الأراضي الرومانية الشرقية في حين كان أنطوني في مصر. انضم الجنود الرومان في سوريا، وكثير منهم من الجمهوريين السابقين الذين قاتلوا في الحرب الأهلية الأخيرة، إلى القوة وتم اجتياح بلاد الشام ومساحة كبيرة من آسيا الصغرى بسرعة من قبل أفقور ولابينوس، على التوالي. وفي عام 39 قبل الميلاد، أرسل أنطوني فينتيديوس، الذي هَزم وأعدم لابينوس في هجوم مضاد، وطرد أفقور من بلاد الشام. أدى الغزو الفرثي الثاني لسوريا من قبل أفقور إلى وفاة الأخير وفشلٍ فرثي.
بدأ أنطوني في وقت لاحق حملة بقوة هائلة ضد فرثيا، لكنها انتهت بهزيمة الرومان. انتهت الأعمال العدائية الرومانية الفرثية رسميًا في وقت لاحق في عهد أوكتافيان (أغسطس).

## الخلفية
هزم الفرثيون وقتلوا ماركوس ليسينيوس كراسوس (وهو عضو في الحكومة الثلاثية الأولى مع يوليوس قيصر وبومبيوس الكبير)، في معركة كارهاي. كما حافظوا على علاقات مع بومبيوس، مع أنهم لم يدعموه عسكريًا في صراعه الأخير مع قيصر. وبعد وفاة بومبيوس، خطط قيصر لغزو فرثيا، لكنه اغتيل قبل تنفيذ خطته.
في عام 42 قبل الميلاد، قاتلت القوات الفرثية إلى جانب «المحررين» (قادة اغتيال قيصر) ضد القيصريين تحت قيادة مارك أنطوني وأوكتافيان في معركة فيليبي في حرب المحررين الأهلية. وبعد هزيمة المحررين، وفي محاولة لإحياء قضية بومبيوس، انضم الجنرال كوينتوس لابينوس، الذي تم إرساله إلى فرثيا لطلب المساعدة في الحرب الأهلية الأخيرة، إلى الفرثيين، وأرسله الملك الفرثي أورودس الثاني مع ابنه أفقور لغزو الأراضي الرومانية الشرقية بينما كان مارك أنطوني في مصر مع كليوباترا.

## الغزو
أرسل أورودس الثاني ابنه أفقور ولابينوس كقادة لجيش فرثي كبير لغزو الأراضي الرومانية في أوائل عام 40 قبل الميلاد (أو أواخر 41 قبل الميلاد، وفقًا لبعض العلماء). وبحسب فاجي، فقد ضمت قوات الغزو حوالي 20 ألف فارس. انشق عدد من القوات الرومانية في سوريا إلى لابينوس. فر قائد أنطوني في سوريا، لوسيوس ديسيديوس ستونز، إلى أنطاكية أولًا، ثم إلى قيليقية، حيث أسره لابينوس وأُعدم. ثم استولى الفرثيون على العديد من الأكويلات الرومانية. (تم إرجاع هذه الأكويلات، إلى جانب تلك التي تم الاستيلاء عليها بعد معركة كارهاي، بعد مفاوضات أغسطس مع الفرثيين.) ثم استسلمت أفاميا وأنطاكية. وبعد ذلك، انقسم القائدان؛ غزا أفقور فلسطين وفينيقيا، بينما أطلق لابينوس "حربًا خاطفة" في آسيا الصغرى، واستولى على معظم المنطقة وتم الترحيب به على أنه إمبراطور. سرعان ما استولى أفقور، الذي اكتسب شهرة في المواهب العسكرية والاعتدال، على جميع المدن على طول الساحل الشرقي باستثناء صور (التي كان من الصعب الاستيلاء عليها)، ووصل إلى غزة بحلول مايو عام 40 قبل الميلاد، وتلقى تكريمًا من الأنباط. وفي نفس الوقت، قاد الجنرال برزافارنيس قوة داخلية. أرسل الزعيم اليهودي أنتيجونوس الحشموني الموالي للفرثيين إعانة كبيرة لافقور، ودعمه الأخير في القتال ضد القادة اليهود الموالين لروما هيركانوس الثاني وفاسايل، ونجح في تنصيبه ملكًا جديدًا على يهودا. تم القبض على هيركانوس الثاني وفاسايل أثناء محاولتهما التفاوض مع الفرثيين، وتم ترحيلهما إلى فرثيا، بينما فر هيرودس، زعيم آخر.
غادر مارك أنطوني مصر إلى اليونان وأرسل بوبليوس فينتيديوس باسوس إلى آسيا الصغرى. لقد حقق انتصارين بأدنى حد من القوات شمال جبال طوروس في 39 قبل الميلاد (معركة بوابات قيليسيان، ومعركة ممر أمانوس)، وأسر وأعدم لابينوس. بعدها طَرد الفرثيين من سوريا. أدى الغزو الفرثي الآخر لسوريا في 38 قبل الميلاد تحت حكم أفقور إلى هزيمة ساحقة في معركة جبل جندروس في Cyrhestica، حيث قُتل أفقور وانتهى الوجود الفرثي في سوريا. 

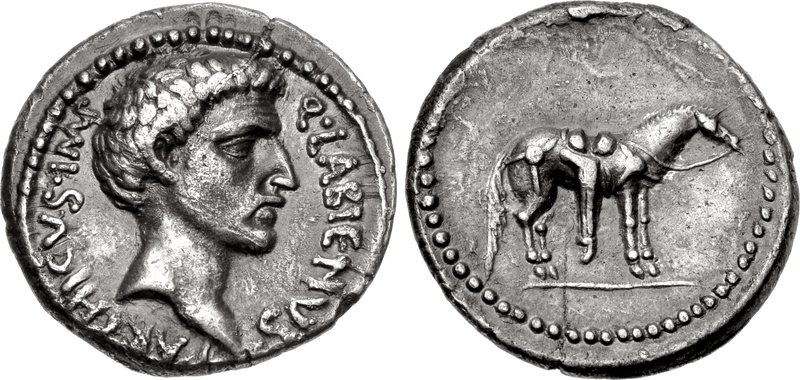
دينار فضي صكه لابينوس في أوائل عام 40 قبل الميلاد. لا معلومات مؤكدة عن مكان صكه إذا كان في سوريا أو جنوب شرق آسيا الصغرى.

العملات المعدنية المسكوكة من قبل لابينوس بقيت من هذه الفترة، وربما تم سكها في أنطاكية.

## العواقب
في عام 38 قبل الميلاد، بدأ مارك أنطوني أخيرًا الحملة ضد فرثيا بقوة كبيرة، لكنها أسفرت عن هزيمة مع خسائر رومانية فادحة.